# Informationsdienst Wissenschaft
Der Informationsdienst Wissenschaft e. V. (idw) betreibt eine Internetplattform, die Pressemitteilungen und Terminhinweise aus mehr als 1.000 wissenschaftlichen Einrichtungen bündelt: Universitäten, Fachhochschulen, staatlichen und nicht staatlichen Forschungsinstituten, Institutionen der Forschungsförderung und der Wissenschaftsadministration. Exklusiv für Journalisten betreibt er eine Expertenvermittlung. Außerdem bietet er seit 2017 eine Bilddatenbank an. Der idw ist damit eine der umfassendsten Quellen von Wissenschaftsnachrichten im deutschsprachigen Raum. Auch Journalisten und Einrichtungen aus dem meist europäischen Ausland nutzen den idw.

## Selbstverständnis

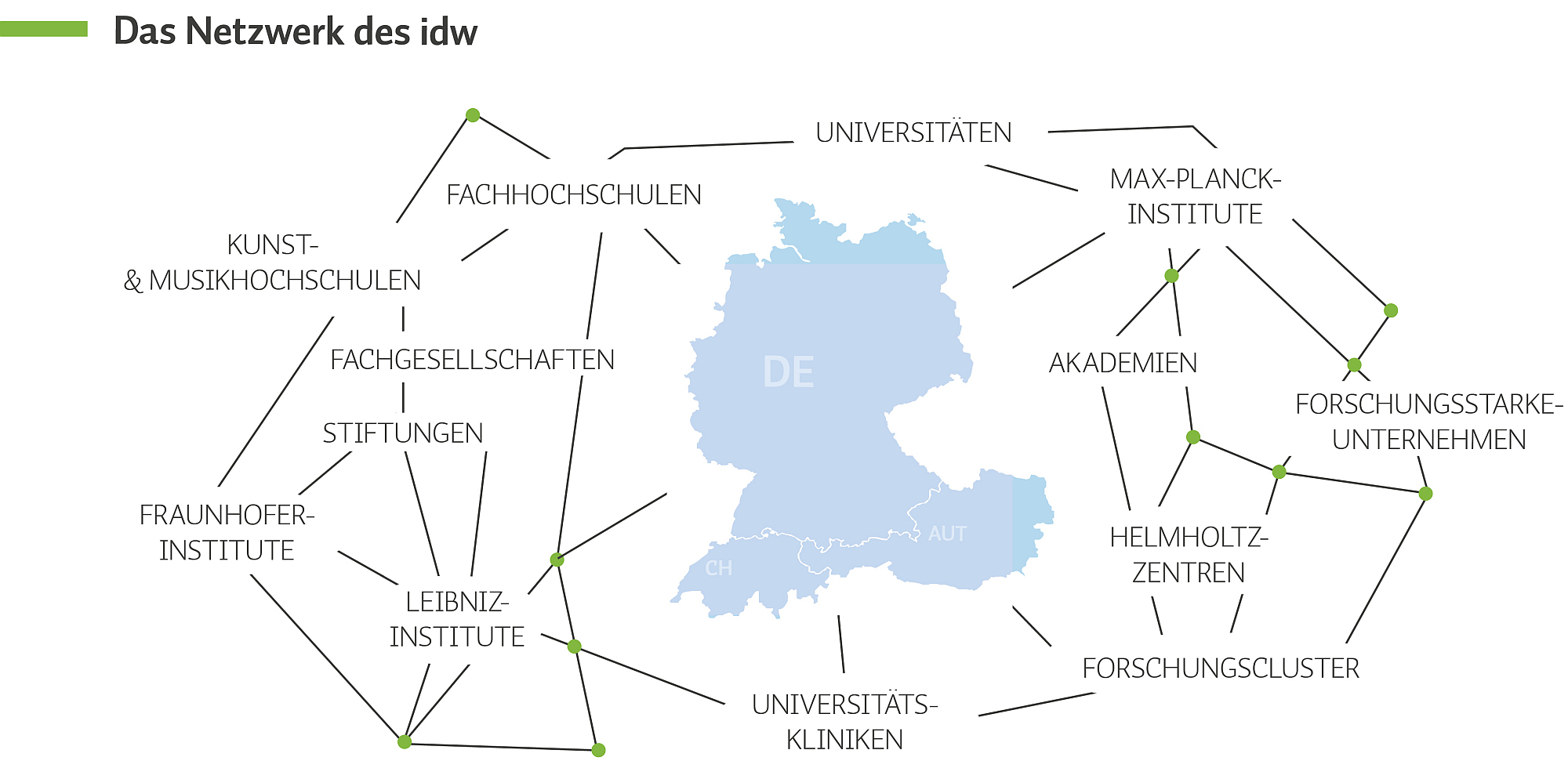
Der idw bündelt die Informationen aus mehr als 1.000 Wissenschafts-Einrichtungen überwiegend aus dem deutschsprachigen Raum.

Der idw verfolgt vor allem zwei Ziele:
- der Öffentlichkeit ein umfassendes Bild der deutschsprachigen Wissenschaftslandschaft zu vermitteln und
- ein enges Netzwerk zwischen den angeschlossenen (Forschungs-)Einrichtungen zu knüpfen.

## Angebote
Die Informationen im idw können kostenlos abgerufen werden – entweder direkt auf den www-Seiten des Informationsdienstes Wissenschaft, per individuell konfigurierbarem RSS-Feed, per App oder als E-Mail-Abonnement.
Jeder Nutzer kann die Inhalte beziehen, die seinen thematischen und regionalen Interessen entsprechen, und für eigene Informationsangebote nutzen. Kostenlos nutzbar sind auch der aktuelle Nachrichtenticker, die Nachrichten-App, der Wissenschaftskalender, die Recherche im Archiv (mit mehr als 480.000 Pressemitteilungen und rund 76.000 Terminen), das Bildportal und die Auflistung der dem idw angeschlossenen Einrichtungen samt Kontaktdaten der dortigen Ansprechpersonen. Für Journalisten hält der idw daneben Instrumente zur Expertenvermittlung bereit, darunter eine Datenbank mit Informationen zu und Kontaktdaten von mehr als 1.000 auskunftsbereiten Fachleuten aus der Wissenschaft.
Für Pressestellen der Mitgliedseinrichtungen bestehen verschiedene Möglichkeiten, mit Journalisten zu kommunizieren. Eine Mitgliedschaft ist ausschließlich für solche in- und ausländischen Einrichtungen möglich, die selbst Forschung bzw. Lehre betreiben, sie fördern oder auf andere Weise direkt in der Wissenschaft tätig sind. Alle via idw verbreiteten Inhalte müssen Wissenschaftsbezug haben und werbefrei sein.

## Idee und Gründung

Logo von 2003 bis 2013

Der Ursprungsgedanke des Informationsdienstes Wissenschaft war die Expertenvermittlung für Journalisten. Nach dem Vorbild der amerikanischen ProfNet entwickelten die damaligen Pressesprecher der Universität Bayreuth, der Ruhr-Universität Bochum und der TU Clausthal zusammen mit dem Rechenzentrum an der TU Clausthal Anfang 1995 ein Konzept für ein deutschsprachiges Netzwerk mithilfe der neuen Medien. Technisch wurde das Konzept von Mitarbeitern im Clausthaler Rechenzentrum umgesetzt. Heute kümmern sich elf Personen an den Standorten Bayreuth, Bochum und Clausthal um den idw: Eigene Softwareentwickler pflegen und entwickeln das Bediensystem des Dienstes weiter, alle anderen sind für die Nutzerbetreuung und inhaltliche Weiterentwicklung zuständig.

## Finanzierung und Entwicklung
Eine Projektförderung des Bundesministeriums für Bildung und Forschung (BMBF) sicherte die Anfangsphase (1996–1999). Der Stifterverband für die Deutsche Wissenschaft unterstützte zusammen mit dem Ministerium den technischen Aufbau des idw.
Mit anderen Einrichtungen der Wissenschaftskommunikation wie der Initiative Wissenschaft im Dialog und dem Bundesverband Hochschulkommunikation verbinden den Informationsdienst Wissenschaft seit vielen Jahren Kooperationen.
Seit 2000 ist er wirtschaftlich unabhängig. Er finanziert sich durch die Beiträge der angeschlossenen Mitgliedseinrichtungen. Seit 2002 ist er als gemeinnütziger eingetragener Verein (e. V.) organisiert. Im Rahmen seiner Qualitätssicherung vergibt er seit 2009 jährlich einen Preis für die besten Pressemitteilungen des Jahres, den idw-Preis für Wissenschaftskommunikation.

## Bedeutung und Reichweite
Mehr als 45.000 Abonnenten erhalten regelmäßig Meldungen aus dem idw, darunter sind mehr als 9.800 als Journalisten angemeldet. Rund 1.000 Einrichtungen veröffentlichen ihre Pressemitteilungen und Terminhinweise über den Informationsdienst Wissenschaft. (Stand: Juni 2025)